# Tournoi des Cinq Nations 1977
Navigation
Tournoi 1976 Tournoi 1978
Le Tournoi des Cinq Nations 1977 voit la victoire de la France qui réalise son second Grand Chelem. Il est à remarquer que cette équipe de France remporte le Tournoi avec les quinze mêmes joueurs et plus encore sans encaisser d'essai, du jamais vu dans toute l'histoire du Tournoi.

## Classement
LÉégende :

J matchs joués, V victoires, N  matchs nuls, D défaites

PP points pour, PC points contre, Dif. différence de points PP-PC

Pts points de classement
(barème : 2 points pour une victoire, 1 point en cas de match nul, rien pour une défaite)

T Tenant du titre 1976.
| Rang | Nations            | J | V | N | D | PP | PC | Dif. | Pts |
| ---- | ------------------ | - | - | - | - | -- | -- | ---- | --- |
| 1    | France             | 4 | 4 | 0 | 0 | 58 | 21 | +37  | 8   |
| 2    | Pays de Galles (T) | 4 | 3 | 0 | 1 | 66 | 43 | +23  | 6   |
| 3    | Angleterre         | 4 | 2 | 0 | 2 | 42 | 24 | +18  | 4   |
| 4    | Écosse             | 4 | 1 | 0 | 3 | 39 | 85 | -46  | 2   |
| 5    | Irlande            | 4 | 0 | 0 | 4 | 33 | 65 | -32  | 0   |

- Bien que la France remporte le Tournoi, c'est le pays de Galles qui a la meilleure attaque.
- La France a la meilleure défense et différence de points.

## Résultats
- Première journée : 15 janvier 1977

| Arms Park, Cardiff  | Pays de Galles | 25 - 9 | Irlande |
| Twickenham, Londres | Angleterre     | 26 - 6 | Écosse  |

- Deuxième journée : 5 février 1977

| Parc des Princes, Paris | France  | 16 - 9 | Pays de Galles |
| Lansdowne Road, Dublin  | Irlande | 00 - 4 | Angleterre     |

- Troisième journée : 19 février 1977

| Twickenham, Londres    | Angleterre | 03 - 4  | France  |
| Murrayfield, Édimbourg | Écosse     | 21 - 18 | Irlande |

- Quatrième journée : 5 mars 1977

| Parc des Princes, Paris | France         | 23 - 3 | Écosse     |
| Arms Park, Cardiff      | Pays de Galles | 14 - 9 | Angleterre |

- Cinquième journée : 19 mars 1977

| Lansdowne Road, Dublin | Irlande | 6 - 15 | France         |
| Murrayfield, Édimbourg | Écosse  | 9 - 18 | Pays de Galles |

## Tous les matchs
Fiches techniques des dix matchs :

### Pays de Galles-Irlande
| 15 janvier 1977 Temps froid mais ensoleillé. | Pays de Galles | 25 - 9 (0-6) | Irlande                | Arms Park, Cardiff Terrain un peu lourd. 55 000 spectateurs Arbitre : N Sanson |
| 15 janvier 1977 Temps froid mais ensoleillé. | Essai(s) : 3 G Davies 61e, JPR Williams 75e, C Burgess 84e Transformation(s) : 2/3 Bennett 75e, 84e Pénalité(s) : 2 Bennett 42e, 57e Drop(s) : Fenwick 80e |              | Pénalité(s) : 3 Gibson | Arms Park, Cardiff Terrain un peu lourd. 55 000 spectateurs Arbitre : N Sanson |
| 15 janvier 1977 Temps froid mais ensoleillé. | |              |                        | Arms Park, Cardiff Terrain un peu lourd. 55 000 spectateurs Arbitre : N Sanson |

### Angleterre-Écosse
| 15 janvier 1977 Temps froid | Angleterre | 26 - 6 (13-6) | Écosse                         | Twickenham, Londres Terrain très lourd. 75 000 spectateurs Arbitre : M Joseph |
| 15 janvier 1977 Temps froid | Essai(s) : 4 Slemen 10e, M Young 36e, C Kent 65e, Uttley 78e Transformation(s) : 2/4 Hignell Pénalité(s) : 2 Hignell 25e, 80e |               | Pénalité(s) : 2 Irvine 8e, 28e | Twickenham, Londres Terrain très lourd. 75 000 spectateurs Arbitre : M Joseph |
| 15 janvier 1977 Temps froid | |               |                                | Twickenham, Londres Terrain très lourd. 75 000 spectateurs Arbitre : M Joseph |

### France-Pays de Galles
| 5 février 1977 Beau temps | France                                                                                                 | 16 - 9 (3-3) | Pays de Galles                        | Parc des Princes, Paris Pelouse excellente 44 000 spectateurs Arbitre : A Hosie |
| 5 février 1977 Beau temps | Essai(s) : 2 JC Skrela 51e Harize 55e Transformation(s) : 1/2 Romeu 51e Pénalité(s) : 2 Romeu 36e, 80e |              | Pénalité(s) : 3 Fenwick 33e, 44e, 60e | Parc des Princes, Paris Pelouse excellente 44 000 spectateurs Arbitre : A Hosie |
| 5 février 1977 Beau temps | |              |                                       | Parc des Princes, Paris Pelouse excellente 44 000 spectateurs Arbitre : A Hosie |

### Irlande-Angleterre
| 5 février 1977 Pluie pendant toute la 1re mi-temps. | Irlande | 0 - 4 (0-0)           | Angleterre | Lansdowne Road, Dublin Terrain glissant 58 000 spectateurs Arbitre : F Palmade |
| 5 février 1977 Pluie pendant toute la 1re mi-temps. |         | Essai(s) : Cooper 60e |            | Lansdowne Road, Dublin Terrain glissant 58 000 spectateurs Arbitre : F Palmade |
| 5 février 1977 Pluie pendant toute la 1re mi-temps. |         |                       |            | Lansdowne Road, Dublin Terrain glissant 58 000 spectateurs Arbitre : F Palmade |

### Angleterre-France
| 19 février Beau temps Fort vent pour l'Angleterre ; puis pour la France. | Angleterre                | 3 - 4 (0-0) | France                  | Twickenham, Londres Terrain en bon état. 70 000 spectateurs Arbitre : J Kelleher |
| 19 février Beau temps Fort vent pour l'Angleterre ; puis pour la France. | Pénalité(s) : Hignell 48e |             | Essai(s) : Sangalli 59e | Twickenham, Londres Terrain en bon état. 70 000 spectateurs Arbitre : J Kelleher |
| 19 février Beau temps Fort vent pour l'Angleterre ; puis pour la France. |                           |             |                         | Twickenham, Londres Terrain en bon état. 70 000 spectateurs Arbitre : J Kelleher |

### Écosse-Irlande
| 19 février 1977 Pluie dans la matinée ; puis temps beau mais froid. | Écosse                                                                                            | 21 - 18 (7-9) | Irlande | Murrayfield, Édimbourg Pelouse en bon état, ballon glissant. 70 000 spectateurs Arbitre : M Joseph |
| 19 février 1977 Pluie dans la matinée ; puis temps beau mais froid. | Essai(s) : 3 B Gammell 29e, D Madsen 62e, 49e Pénalité(s) : 2 Irvine 7e, 54e Drop(s) : Morgan 77e |               | Essai(s) : Gibson 80e+2 Transformation(s) : Gibson Pénalité(s) : 3 Gibson 8e, 35e, Quinn 63e Drop(s) : Quinn 26e | Murrayfield, Édimbourg Pelouse en bon état, ballon glissant. 70 000 spectateurs Arbitre : M Joseph |
| 19 février 1977 Pluie dans la matinée ; puis temps beau mais froid. |                                                                                                   |               | | Murrayfield, Édimbourg Pelouse en bon état, ballon glissant. 70 000 spectateurs Arbitre : M Joseph |

### France-Écosse
| 5 mars 1977 Température estivale | France | 23 - 3 (9-3) | Écosse                   | Parc des Princes, Paris Pelouse en bon état. 43 660 spectateurs Arbitre : M Joseph |
| 5 mars 1977 Température estivale | Essai(s) : 4 Paco 17e, Harize 45e, Bertranne 71e, Paparemborde 78e Transformation(s) : 2/4 Romeu 17e, 78e Pénalité(s) : Romeu 38e |              | Pénalité(s) : Irvine 12e | Parc des Princes, Paris Pelouse en bon état. 43 660 spectateurs Arbitre : M Joseph |
| 5 mars 1977 Température estivale | |              |                          | Parc des Princes, Paris Pelouse en bon état. 43 660 spectateurs Arbitre : M Joseph |

### Pays de Galles - Angleterre
| 5 mars 1977 Temps gris et frais ; vent en faveur de l'Angleterre puis du pays de Galles. | Pays de Galles                                                              | 14 - 9 (7-6) | Angleterre                           | Arms Park, Cardiff Bon terrain 50 000 spectateurs Arbitre : D Burnett |
| 5 mars 1977 Temps gris et frais ; vent en faveur de l'Angleterre puis du pays de Galles. | Essai(s) : 2 Edwards 27e, JPR Williams 75e Pénalité(s) : 2 Fenwick 40e, 64e |              | Pénalité(s) : 3 Hignell 6e, 11e, 46e | Arms Park, Cardiff Bon terrain 50 000 spectateurs Arbitre : D Burnett |
| 5 mars 1977 Temps gris et frais ; vent en faveur de l'Angleterre puis du pays de Galles. |                                                                             |              |                                      | Arms Park, Cardiff Bon terrain 50 000 spectateurs Arbitre : D Burnett |

### Irlande - France
| 19 mars 1977 Temps gris ; pluvieux en 1re mi-temps. | Irlande                                | 6 - 15 (6-3) | France                                                                                          | Lansdowne Road, Dublin Pelouse un peu trop souple. 50 000 spectateurs Arbitre : A Hosie |
| 19 mars 1977 Temps gris ; pluvieux en 1re mi-temps. | Pénalité(s) : 2 M Gibson 12e Quinn 30e |              | Essai(s) : Bastiat 48e Transformation(s) : Aguirre Pénalité(s) : 3 Romeu 23e , Aguirre 46e, 68e | Lansdowne Road, Dublin Pelouse un peu trop souple. 50 000 spectateurs Arbitre : A Hosie |
| 19 mars 1977 Temps gris ; pluvieux en 1re mi-temps. |                                        |              |                                                                                                 | Lansdowne Road, Dublin Pelouse un peu trop souple. 50 000 spectateurs Arbitre : A Hosie |

### Écosse-Pays de Galles
| 19 mars 1977 | Écosse                                                                   | 9 - 18 (3-3) | Pays de Galles                                                                                             | Murrayfield, Édimbourg 70 000 spectateurs Arbitre : G Domercq |
| 19 mars 1977 | Essai(s) : Irvine 46e Transformation(s) : Irvine Drop(s) : McGeechan 16e |              | Essai(s) : 2 JJ Williams 50e, Bennett 65e Transformation(s) : 2/2 Bennett Pénalité(s) : 2 Bennett 30e, 60e | Murrayfield, Édimbourg 70 000 spectateurs Arbitre : G Domercq |
| 19 mars 1977 |                                                                          |              | | Murrayfield, Édimbourg 70 000 spectateurs Arbitre : G Domercq |

## Composition de l'équipe victorieuse
- voir article : Équipe de France de rugby à XV au Tournoi des Cinq Nations 1977